# Białowiż
Białowiż (ukr. Біловіж) – wieś na Ukrainie, w obwodzie rówieńskim, w rejonie sarneńskim, w hromadzie Rokitno. W 2001 liczyła 1021 mieszkańców, spośród których 1018 wskazało jako ojczysty język ukraiński, a 3 rosyjski.
W okresie międzywojennym wieś znajdowała się w granicach II RP, wchodząc w skład gminy Kisorycze w powiecie sarneńskim, w województwie wołyńskim. Stacjonowała w niej Kompania graniczna KOP „Białowiż”.